# Асколи Пичено
Асколи Пичено (итал. Ascoli Piceno) град је у средишњој Италији. Град је средиште истоименог округа Асколи Пичено у оквиру италијанске покрајине Марке.

## Природне одлике
Град Асколи Пичено налази се у средишњем делу Италије, близу западне обале Јадрана. Град се налази у брдској области познатој по виноградрству, изнад које се ка западу издижу средишњи Апенини. Град се сместио у невеликој долини реке Тронто, на приближно 150 m надморске висине.

## Историја
На месту Асколи Пичено постоји назнаке живота још из времена праисторије. Током времена Старог Рима град је био значајно насеље на путу између Рима и Јадрана.
Током већег дела средњег је био у саставу војводства Малатеста. Током новог века Асколи Пичено са околином је био у оквиру Папске државе. Град се посебно развио током раздобља ренесансе, а као завештање из тог времена остало је много цркава и здања у старом језгру града.

## Становништво
Према резултатима пописа становништва 2011. у општини је живело 49.958 становника.
| 1931.  | 1936.  | 1951.  | 1961.  | 1971.  | 1981.  | 1991.  | 2001.  | 2011.  |
| ------ | ------ | ------ | ------ | ------ | ------ | ------ | ------ | ------ |
| 36.720 | 38.111 | 44.745 | 50.114 | 55.217 | 54.298 | 53.591 | 51.375 | 49.958 |

## Партнерски градови
- Трир
- Бајон
- Чатануга
- Аматриче

## Галерија
- Асколи Пичено и околна брда
- Градска катедрала
- Градска капија Туфила
- Здање Капитани, седиште некадашњег надзорника града